# Epinephelus hexagonatus
Epinephelus hexagonatus es una especie de peces de la familia Serranidae en el orden de los Perciformes.

## Morfología
Los machos pueden llegar alcanzar los 27,5 cm de longitud total.

## Distribución geográfica
Su hábitat son los arrecifes e islas de coral. Se encuentra en la mayoría de las islas del Índico y del Pacífico.